# Lasioptera mangiflorae
Lasioptera mangiflorae är en tvåvingeart som först beskrevs av Grover 1968.  Lasioptera mangiflorae ingår i släktet Lasioptera och familjen gallmyggor. Inga underarter finns listade i Catalogue of Life.